# Pericrocotus brevirostris
A Pericrocotus brevirostris a madarak osztályának verébalakúak (Passeriformes) rendjébe és a tüskésfarúfélék (Campephagidae) családjába tartozó faj.

## Rendszerezése
A fajt Nicholas Aylward Vigors ír zoológus írta le 1831-ben, a Muscipeta nembe Muscipeta brevirostris néven.

## Alfajai
- Pericrocotus brevirostris affinis (McClelland, 1840)
- Pericrocotus brevirostris anthoides Stresemann, 1923
- Pericrocotus brevirostris brevirostris (Vigors, 1831)
- Pericrocotus brevirostris neglectus Hume, 1877[2]

## Előfordulása
Dél- és Délkelet-Ázsiában, Banglades, Bhután, India, Kambodzsa, Kína, Laosz, Mianmar, Nepál,  Thaiföld és Vietnám területén honos. 
Természetes élőhelyei a szubtrópusi vagy trópusi síkvidéki és hegyi esőerdők, lombhullató erdők, valamint másodlagos erdők. Állandó, de magassági vonuló faj.

## Megjelenése
Testhossza 20 centiméter, testtömege 16–17 gramm. A nemek tollazata különbözik.
|  |  |

## Életmódja
Általában párban ízeltlábúakkal táplálkozik, de rügyeket is fogyaszt.

## Természetvédelmi helyzete
Az elterjedési területe rendkívül nagy, egyedszáma viszont csökken, de még nem éri el a kritikus szintet. A Természetvédelmi Világszövetség Vörös listáján nem fenyegetett fajként szerepel.